# Timbres de France 1996
Cet article recense les timbres de France émis en 1996 par La Poste.

## Généralités

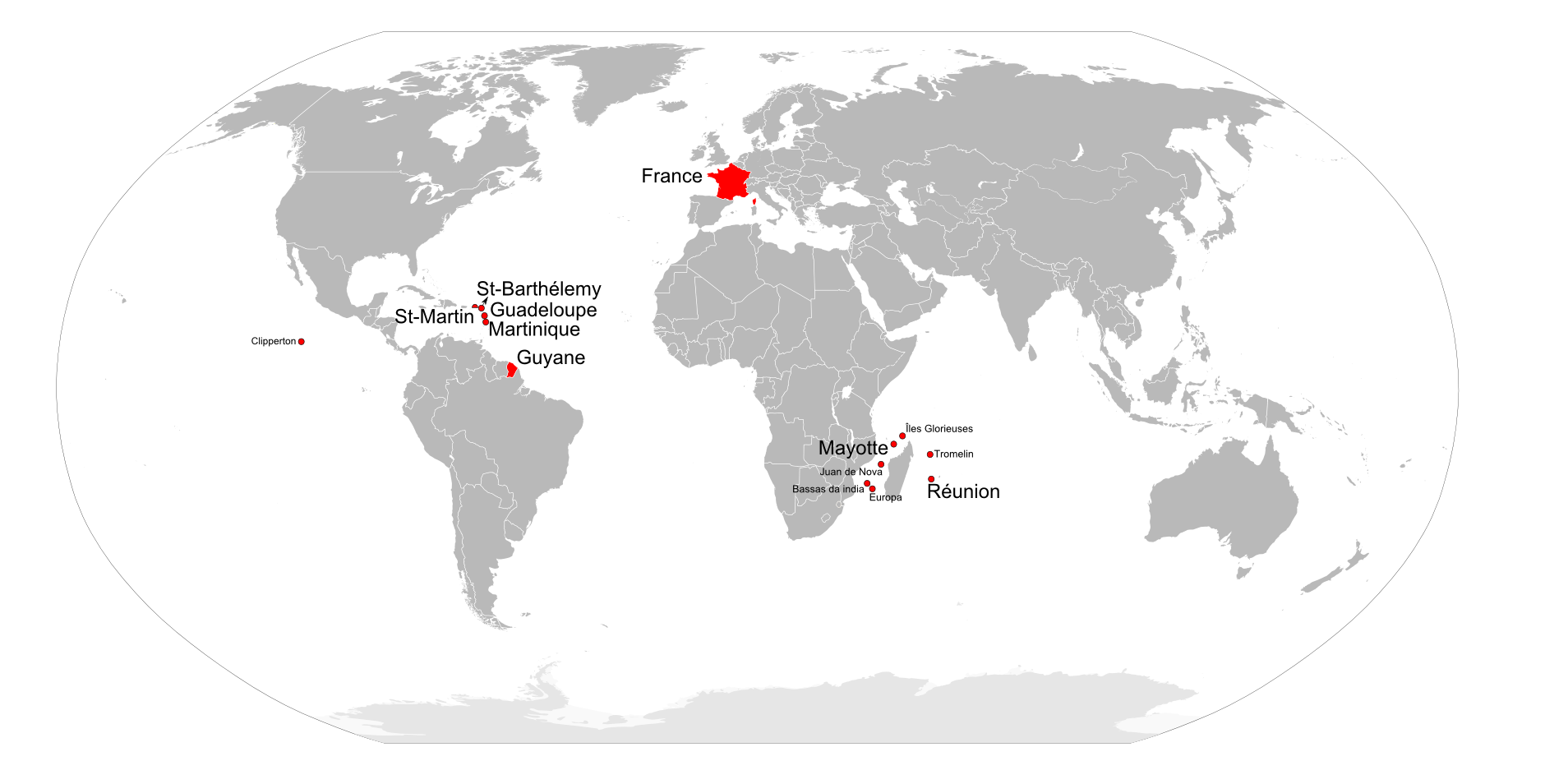
Lieu d'utilisation des timbres de France. Pour les territoires inhabités, l'utilisation est théorique, mais possible par les missions militaires et scientifiques.

Les émissions portent la mention « République française - La Poste 1996 » et une valeur faciale libellée en franc français (FRF).
Ces timbres sont en usage sur le courrier au départ de la France métropolitaine, de la Corse, des quatre départements d'outre-mer (Guadeloupe, Guyane, Martinique et Réunion) et de la collectivité d'outre-mer de Mayotte jusqu'à son autonomie philatélique le 1er janvier 1997.

### Programme philatélique
Le programme philatélique de France pour 1996 a été fixé par des arrêtés du ministère de l'Industrie et appliqué par le Service national du timbre-poste et de la philatélie (SNTP). Les timbres sont imprimés par l'Imprimerie des timbres-poste et valeurs fiduciaires, près de Périgueux, qui est signifié sur les timbres par le sigle « ITVF » imprimé en dessous de l'illustration.
Les arrêtés fixant le programme 1996 sont signés par le secrétaire d'État à l'Industrie :
- [à compléter]

En 1996, pour la deuxième année consécutive, des timbres sont émis pour annoncer la Coupe du monde de football de 1998 organisée en France.

### Tarifs
Les tarifs en vigueur en début d'année 1996 sont ceux du 5 juillet 1993. Ils sont modifiés le 18 mars 1996, convertis en euro le 1er janvier 2002, et valables jusqu'au 1er juin 2003.

#### Tarifs de 1993
Voici les tarifs du 5 juillet 1993 au départ de la France métropolitaine réalisables avec un seul timbre, carnet ou bloc émis en 1996 :
Tarifs intérieurs :
- 2,80 FRF : lettre de moins de 20 grammes en service prioritaire.
- 6,70 FRF : lettre de 50 à 100 grammes en service prioritaire.

#### Tarifs de mars 1996
Voici les tarifs du 18 mars 1996 au départ de la France métropolitaine réalisables avec un seul timbre, carnet ou bloc émis en 1996 :
Tarifs intérieurs :
- 2,70 FRF (Marianne): carte postale et lettre de moins de 20 grammes en service économique.
- 3 FRF : lettre de moins de 20 grammes en service prioritaire.
- 4,50 FRF : lettre de 20 à 50 grammes en service prioritaire.
- 6,70 FRF : lettre de 50 à 100 grammes en service prioritaire.

Tarifs pour l'étranger :
L'étranger est réparti en six zones géographiques.
- 3 FRF : lettre prioritaire de moins de 20 grammes à destination de l'Union européenne, du Liechtenstein, de Saint-Marin, de la Suisse et du Vatican (zone 1).
- 3,80 FRF : lettre prioritaire de moins de 20 grammes vers le reste de l'Europe et le Maghreb (zone 2).
- 4,40 FRF : lettre prioritaire de moins de 20 grammes à destination de l'Amérique du Nord, de l'Asie centrale, du Moyen-Orient et du Proche-Orient (zone 4).

## Légende
Pour chaque timbre, le texte rapporte les informations suivantes :
- date d'émission, valeur faciale et description,
- formes de vente,
- artistes concepteurs et genèse du projet,
- manifestation premier jour,
- date de retrait, tirage et chiffres de vente,

ainsi que les informations utiles pour une émission donnée.

## Janvier

### Wercollier - Luxembourg
Le 22 janvier, est émis un timbre artistique de 6,70 francs reproduisant une œuvre originale de l'artiste luxembourgeois Lucien Wercollier.
L'œuvre graphique est mise en page par Michel Durand-Mégret sur un timbre imprimé en héliogravure en feuille de trente unités.
Retiré de la vente le 15 novembre 1996, ce timbre s'est vendu à environ 6,15 millions d'exemplaires.

## Février

### Civilisation des Arawaks - Guadeloupe - île de Saint-Martin
Le 12 février, est émis un timbre de 2,80 FRF sur les Arawaks, peuple amérindiens des Antilles. L'illustration représente la statue d'un animal en céramique, trouvé dans l'île de Saint-Martin, une dépendance de la Guadeloupe.
Le timbre est dessiné et gravé par Claude Jumelet pour une impression en taille-douce en feuille de cinquante. La mention « ILE DE SAINT-MARTIN » est imprimée après-coup en offset.
Environ 7 millions de timbres sont vendus avant le retrait du 12 juillet 1996.

### Dibbets - Pays-Bas
Le 12 février, est émis un timbre artistique de 6,70 FRF reproduisant Hor\zon, œuvre de l'artiste néerlandais Jan Dibbets. Elle consiste en une photographie d'un horizon maritime sur fond de ciel bleu, inclinée de telle façon que cet horizon devienne la diagonale du rectangle de l'œuvre.
La photographie est mise en page par Michel Durand-Mégret sur un timbre imprimé en héliogravure en feuille de trente exemplaires.
Environ 5,75 millions de timbres sont vendus avant le retrait du 15 novembre 1996.

## Mars

### Corot

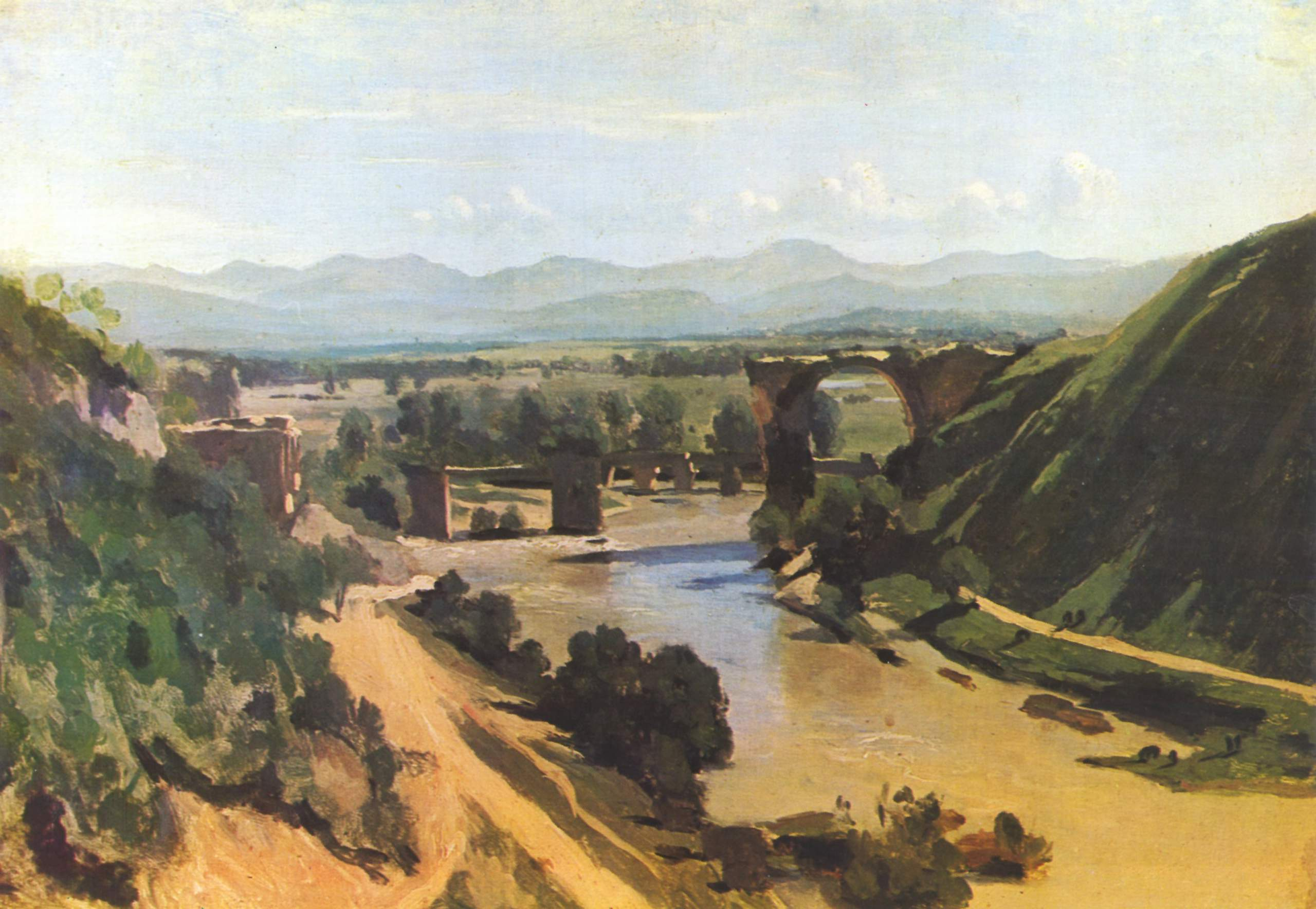
Le Pont de Narni.

Le 4 mars, est émis un timbre artistique de 6,70 FRF reproduisant Le Pont de Narni peint par Jean-Baptiste Camille Corot en 1826. L'émission coïncide avec le bicentenaire de la naissance de l'artiste.
La peinture conservée au musée du Louvre est mise en page par Michel Durand-Mégret sur un timbre imprimé en imprimerie en feuille de trente.
Retiré le 18 octobre 1996, le timbre s'est vendu à environ 5,2 millions d'exemplaires.

### Changement de tarifs
Le 18 mars, entrent en vigueur de nouveaux tarifs postaux remplaçant ceux du 5 juillet 1993. Dès le jour de leur mise en vente générale, les timbres de 2,80 FRF ne correspondent plus à l'affranchissement de la lettre prioritaire de moins de 20 grammes, mais dépassent de 10 centimes celui de la lettre économique.
Des timbres commémoratifs de 3 FRF sont émis à partir d'avril 1996.

### L'imaginaire irlandais: saint Patrick
Le 18 mars, dans le cadre d'une émission conjointe avec l'Irlande, est émis un timbre de 2,80 FRF sur « l'imaginaire irlandais », notamment sur l'évangélisateur de l'île, saint Patrick. Dans un décor d'arches rappelant le décor d'une église, les arches extérieures ont des pierres aux couleurs des drapeaux de la France et de l'Irlande. L'arche centrale entoure une représentation du saint.
Le dessin est signé Maurice Gouju d'après un vitrail de l'artiste irlandaise Evie Hone. Le timbre est imprimé en héliogravure en feuille de cinquante exemplaires.
Environ 6 millions de timbres sont vendus jusqu'au retrait le 9 août 1996.
Le timbre d'Irlande de 32 pence met en scène une torche dont les flammes sont des rubans formant les drapeaux de France et d'Irlande. Sa légende est en français : « l'imaginaire irlandais ».

### Journée du timbre:Semeuse1903
Le 18 mars, à l'occasion de la Journée du timbre, sont émis un timbre de 2,80 francs et un carnet en hommage au type Semeuse. Le personnage principal est en rose sur un fond bleu foncé. Le timbre de feuille et quatre des sept timbres du carnet sont taxés d'une surtaxe de 60 centimes au profit de la Croix-Rouge française. Les trois autres timbres du carnet, sans surtaxe, voient le profit de leur vente être reversé à l'Association pour le développement de la philatélie.
L'œuvre d'Oscar Roty est redessinée par Charles Bridoux et gravée par Claude Jumelet pour une impression en taille-douce en feuille de quarante timbres et en un carnet de sept. Les timbres de ce carnet sont dentelés 13½ au lieu de 13½ × 13 pour les exemplaires de feuilles.
La série est retirée le 9 août 1996. Environ 1,65 million de timbres de feuille et 975 000 carnets sont vendus, soit environ 8,475 millions de timbres au total.

### Marianne du bicentenaire
Le 18 mars, pour correspondre aux changements des tarifs postaux, sont émis trois timbres d'usage courant au type Marianne du Bicentenaire : 2,70 FRF vert, 3,80 FRF bleu et 4,50 FRF rose. Le même jour, sont émis des carnets de six timbres autocollants à validité permanente rouge associés à deux timbres Marianne d'un franc orange pour constituer le compte rond de vingt francs. Ces carnets sont délivrés par les distributeurs de la société suédoise Sterner qui n'accepte que les pièces de 10 francs et ne rendent pas la monnaie.
La Marianne du bicentenaire, en usage depuis janvier 1990, est une création de Louis Briat gravée par Claude Jumelet. Les timbres sont imprimés en taille-douce en feuille de cent exemplaires, ainsi qu'en roulette pour le 2,70 FRF.
Les trois valeurs émises le 18 mars 1996 sont retirés de la vente le 12 décembre 1997, après l'émission des timbres au type Marianne du 14 juillet, les 15 juillet et 15 septembre 1997. Le carnet mixte de 20 francs est disponible jusqu'au 18 mars 1998, bien qu'un carnet de même composition au nouveau type est également émis en septembre 1997.

### Jacques Rueff 1896-1978
Le 25 mars, est émis un timbre de 2,80 FRF pour le centenaire de la naissance de Jacques Rueff, économiste, dont l'illustration rappelle le rôle en tant que président d'un Comité d'experts chargé d'étudier la façon d'assainir les finances publiques au début de la Cinquième République. Une des réalisations est représentée avec une pièce d'un nouveau franc placé sur une carte de France d'où arrivent et partent un grand nombre de flèches. Le portrait de Rueff est placé à droite du timbre.
Le timbre est dessiné et gravé par Jacques Gauthier. Il est imprimé en taille-douce en feuille de cinquante.
Environ 5,5 millions de timbres sont vendus jusqu'au retrait du 9 août 1996.

## Avril

### René Descartes 1596-1650

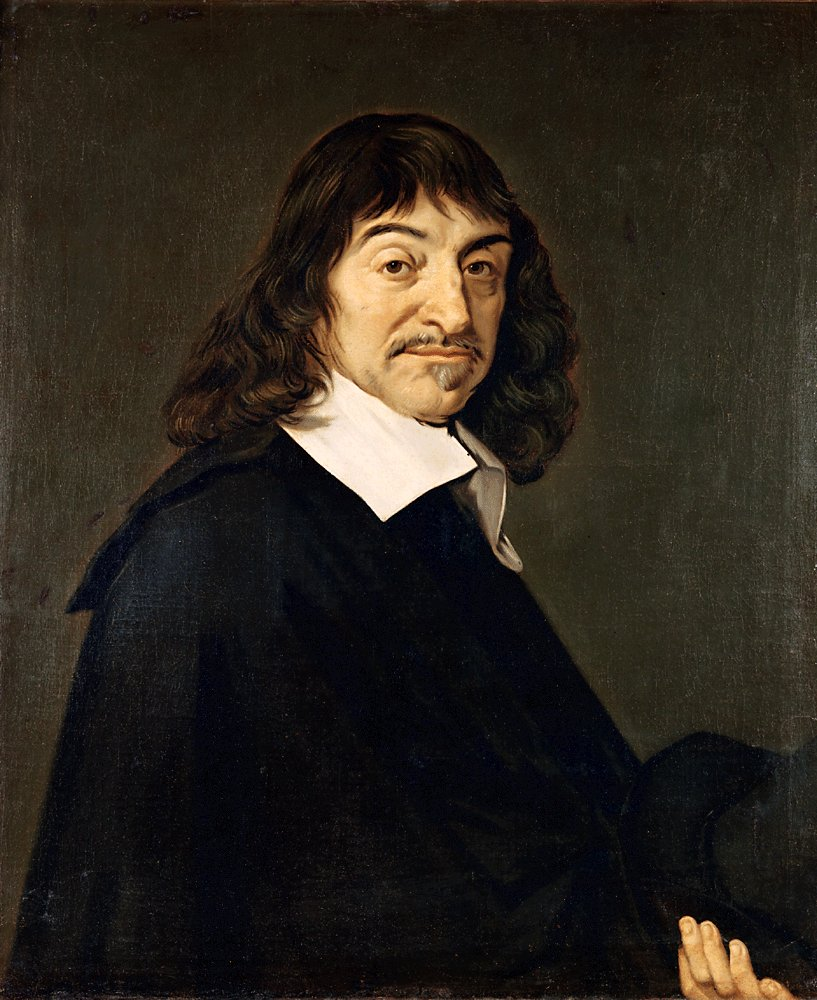
Le portrait de Franz Hals.

Le 1er avril, est émis un timbre de 4,40 FRF pour le 400e anniversaire de la naissance du philosophe René Descartes.
La portrait peint par Franz Hals (1581-1666) est réinterprété et gravé par Martin Mörck, et mis en page par Charles Bridoux sur un timbre imprimé en taille-douce en feuille de cinquante exemplaires.
Environ 6 millions de timbres sont vendus avant le retrait du 15 novembre 1996.
Le portrait de Hals a déjà inspiré Henry Cheffer pour un timbre de France, émis le 30 juin 1937 pour le 300e anniversaire du Discours de la méthode. Sur ce timbre, réémis à cause d'une erreur sur le titre, le portrait avait été inversé par rapport à la peinture.

### Électricité de France - Gaz de France 1946-1996
Le 9 avril, est émis un timbre de 3 francs pour le cinquantenaire des établissements publics Électricité de France (EDF) et Gaz de France (GDF), constitués par la nationalisation d'entreprises privées en 1946. Le dessin montre deux symboles des activités de ces établissements : une ampoule allumée à gauche (EDF) et une flamme sur un fond bleuté (GDF).
Le timbre de Claude Andréotto est imprimé en héliogravure en feuille de cinquante. Il s'agit du premier timbre commémoratif correspondant au nouveau tarif de la lettre prioritaire de moins de 20 grammes du 18 mars 1996.
Il est retiré le 18 octobre 1996 et s'est vendu à environ 9,4 millions d'exemplaires.

### Nature de France: parcs nationaux
Le 22 avril, dans la série annuelle Nature de France, sont émis trois timbres sur des parcs nationaux de France. Chaque parc est identifié par un paysage, un animal et une fleur. Sur le 3 francs, une marmotte et une ancolie se tiennent devant un paysage du parc national des Cévennes. Le 4,40 FRF sur le parc du Mercantour présente, sur fond des Alpes, un vautour de l'espèce gypaète barbu (Gypaetus barbatus, réintroduit dans le parc en 1993) se tenant à proximité de saxifrages. Le second 4,40 FRF est consacré au parc de la Vanoise, autre parc alpin, incarné par un bouquetin (Capra ibex) et une espèce de gentiane aux fleurs bleues.
Les timbres, comme la seconde série de 1997, est l'œuvre de Guy Coda. Imprimés en héliogravure, ils sont conditionnés en feuille de quarante exemplaires.
La série est retirée de la vente le 12 décembre 1997. Le plus vendu est le 3 FRF « Parc des Cévennes » avec environ 10,5 millions de timbres, contre 6,3 millions pour « Parc de la Vanoise » et 5,7 millions pour « Parc du Mercantour », soit environ 22,5 millions de timbres au total.

### Madame de Sévigné
Le 29 avril, dans le cadre de l'émission Europa, est émis un timbre de 3 FRF sur le thème annuel commun : « femme ». A été choisie la femme de lettres, Marie de Rabutin-Chantal, marquise de Sévigné, connue simplement comme Madame de Sévigné et dont il est célébré les 300 ans de la mort. Un portrait, saturé d'orange, est surchargé de textes manuscrits écrits à la plume.
Le timbre est mis en page par Louis Briat et imprimé en héliogravure en feuille de cinquante.
Environ 12 millions de timbres sont vendus avant le retrait du 15 novembre 1996.

## Mai

### Institut national de la recherche agronomique 1946-1996
Le 6 mai, est émis un timbre commémoratif de 3,80 FRF pour le cinquantenaire de l'Institut national de la recherche agronomique représenté par deux images d'expériences scientifiques sur des végétaux : étude d'une fleur et croissance dans des éprouvettes, sur un fond bleu foncé.
Le timbre est créé par Roxanne Jubert et imprimé en héliogravure en feuille de cinquante unités.
Environ 6,8 millions de timbres sont vendus avant le retrait du 15 novembre 1996.

### Maison de Jeanne d'Arc - Domrémy-la-Pucelle - Vosges

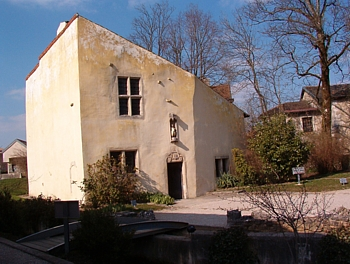
La maison natale de Jeanne d'Arc, dans une vue proche de celle du timbre.

Le 13 mai, est émis un timbre de 4,50 francs sur la maison natale de Jeanne d'Arc, située à Domrémy-la-Pucelle, dans le département des Vosges.
Le dessin est signé Mick Micheyl et est mis en page par Charles Bridoux. Le timbre est imprimé en héliogravure en feuille de cinquante.
Le timbre est retiré le 15 novembre 1996 après avoir écoulé à environ 6,3 millions d'exemplaires.

### Accord Ramoge 1976-1996
Le 15 mai, dans le cadre d'une émission conjointe avec l'Italie et Monaco, est émis un timbre de 3 FRF pour les vingt ans de l'accord Ramoge pour la prévention et la lutte contre la pollution des côtes de Provence-Alpes-Côte d'Azur, de Monaco et de Ligurie. L'illustration présente un paysage littoral méditerranéen, avec au-dessus une pluie tombante, et au-dessous un banc de poissons.
Le timbre est dessiné par Claude Andréotto et gravé par Jacky Larrivière pour être imprimé en taille-douce en feuille de quarante.
Retiré le 15 novembre 1996, environ 11,2 millions de timbres sont vendus.
Le timbre d'Italie de 750 lires et le timbre de Monaco reprennent la même illustration avec modification des mentions. Celui de Monaco est émis le 14 mai et est conditionné en feuille de trente.

### Bitche - Moselle
Le 28 mai, est émis un timbre de 3 FRF dont le dessin représente un panorama de la ville de Bitche, en Moselle : la ville et le clocher de l'église Sainte-catherine au premier plan à droite, dominées par la citadelle à l'arrière-plan à gauche.
Le dessin est signé Serge Hochain. Il est mis en page par Charles Bridoux et gravé par Raymond Coatantiec pour être imprimé en taille-douce en feuille de cinquante timbres.
Le timbre s'est vendu à environ 9,3 millions d'exemplaires jusqu'au retrait du 15 novembre 1996.

### Clermont-Ferrand
Le 28 mai, à l'occasion du 69e congrès de la Fédération française des associations philatéliques dans cette ville, est émis un timbre de 3 francs sur Clermont-Ferrand. La partie gauche de l'illustration est une vue de la ville en rouge, de la cathédrale Notre-Dame-de-l'Assomption en noir et le Puy de Dôme en vert dont le sommet est visible entre les deux flèches de l'église. À droite, sous l'intitulé du congrès, est représenté le jacquemart de la cathédrale, horloge à automates du XVIe siècle.
Le dessin est une gravure de Pierre Béquet. Le timbre est imprimé en taille-douce en feuille de cinquante.
Environ 10 millions de timbres sont vendus avant le retrait du 15 novembre 1996.

## Juin

### Îles Sanguinaires - Ajaccio - Corse du Sud
Le 3 juin, est émis un timbre touristique de 3 FRF dont le dessin représente les îles Sanguinaires dans le rougeoiement d'un coucher de soleil. L'archipel se situe sur la commune et dans le golfe d'Ajaccio.
L'illustration est dessinée et gravée par Claude Durrens. Le timbre est imprimé en taille-douce en feuille de cinquante exemplaires.
Environ 9,9 millions d'exemplaires sont vendus avant le retrait du 13 février 1997.

### Coupe du monde de football: villes organisatrices
Le 3 juin, pour la seconde fois après un timbre en décembre 1995, sont émis des timbres annonçant la Coupe du monde de football de 1998, organisée en France du 10 juin au 12 juillet 1998. Il s'agit des quatre premiers timbres sur les dix villes accueillant des matches de cette compétition : Lens, Montpellier, Saint-Étienne et Toulouse. Chaque illustration représente un geste de jeu sur un fond de couleur uni et de rayures, couleurs inspirées des clubs de football de la ville : une amorce de passe sur fond orangé et rayures jaunes pour Lens, une tête sur fond bleu foncé et rayures orange pour Montpellier, un dribble sous la contrainte d'un adversaire à l'arrière-plan sur un fond vert pour Saint-Étienne et un tacle sur un fond violet foncé pour Toulouse.
Comme pour l'ensemble des timbres annonçant la Coupe du monde de 1998, ils sont créés par Louis Briat. La série imprimée en héliogravure en feuille de quarante exemplaires.
Les quatre timbres sont retirés le 31 décembre 1998.

### Cathédrale de Chambéry
Le 10 juin, est émis un timbre de 4,50 FRF présentant un détail d'une des peintures en trompe-l'œil de la cathédrale Saint-François-de-Sales de Chambéry, qui contient le plus vaste ensemble de peinture de ce genre en Europe. Sur la gauche de l'illustration, un bandeau blanc porte la valeur faciale et le profil de l'édifice.
Le timbre est dessiné par Alain Rouhier et est imprimé en héliogravure en feuille de cinquante unités.
Il est retiré de la vente le 13 février 1997 et s'est vendu à environ 6,2 millions d'exemplaires.

### Trésor de Neuvy-en-Sullias - Loiret:bronze gallo-romain
Le 10 juin, est émis un timbre de 6,70 francs reproduisant la photographie de profil d'un cheval, statue de bronze gallo-romaine, une partie du « trésor » découvert au XIXe siècle près de Neuvy-en-Sullias, dans le Loiret.
La statue est reproduite sur fond saumon sous la forme d'une gravure de Pierre Albuisson. Ce dessin est imprimé en taille-douce en feuille de trente.
Retiré le 13 février 1997, le timbre s'est vendu à environ 5,9 millions d'exemplaires.

### Centenaire des Jeux olympiques 1896-1996
Le 17 juin, est émis un timbre commémoratif de 3 FRF pour le « centenaire des Jeux olympiques » modernes. L'illustration reproduit la photographie ancienne d'un lanceur de disque.
Le timbre est mis en page par Louis Briat et imprimé en héliogravure en feuille de cinquante exemplaires.
Environ 11,6 millions de timbres sont vendus jusqu'au retrait du 13 février 1997.

### Jacques Marette 1922-1984
Le 17 juin, est émis un timbre de 4,40 FRF sur l'homme politique Jacques Marette, ministre des Postes et des télécommunications de 1962 à 1967.
Le portrait de Marette est dessiné et gravé par René Quillivic et mis en page par Odette Baillais. Il est imprimé en taille-douce en feuille de cinquante.
Environ 5,25 millions d'exemplaires sont vendus jusqu'au 13 février 1997.

## Juillet

### Train Ajaccio-Vizzavona 1896-1996

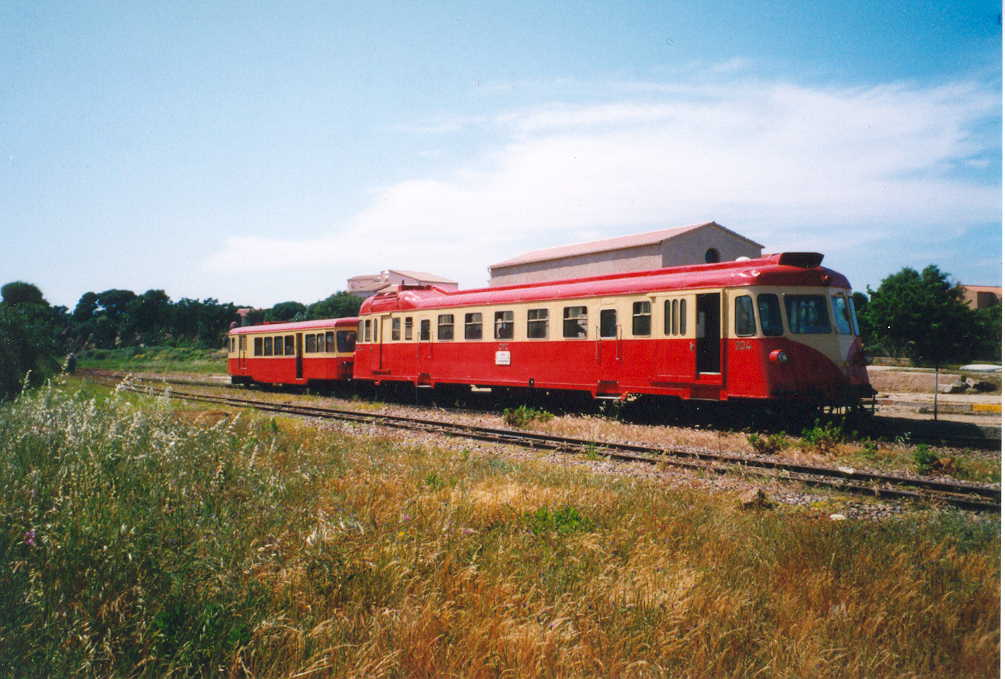
Un train des Chemins de fer de Corse, visible de face sur le timbre.

Le 1er juillet, est émis un timbre de 3 FRF pour le centenaire de la ligne de chemin de fer reliant Ajaccio à Vizzavona, tronçon sud d'une ligne se poursuivant jusqu'à Bastia. Le dessin montre un train des Chemins de fer de Corse s'engageant sur un des ponts situés dans la montagne corse.
Le timbre est dessiné par Jean-Paul Véret-Lemarinier et est imprimé en héliogravure en feuille de cinquante exemplaires.
Environ 10,35 millions de timbres sont vendus avant le retrait de la vente le 11 avril 1997.

### Abbaye du Thoronet - Var
Le 8 juillet, est émis un timbre de 3,80 FRF pour le 850e anniversaire de la fondation par des moines cisterciens de l'abbaye du Thoronet, située sur la commune du même nom dans le département du Var. Le timbre est une vue du cloître et de sa cour depuis une des galeries.
Le timbre est dessiné et gravé par Marie-Noëlle Goffin pour une impression en taille-douce en feuille de cinquante.
Retiré le 11 avril 1997, il s'est vendu environ 4,8 millions d'exemplaires de ce timbre.

## Septembre

### Basilique Notre-Dame de Fourvière - Lyon 1896-1996
Le 9 septembre, est émis un timbre de 3 FRF représentant l'abside de la basilique Notre-Dame de Fourvière de Lyon à l'occasion du centenaire de la fin de sa construction.
Le timbre est dessin et gravé par Jacques Gauthier pour une impression en taille-douce en feuille de cinquante.
Retiré le 11 avril 1997, il s'est vendu environ 8,8 millions d'exemplaires de ce timbre.

### Clovis

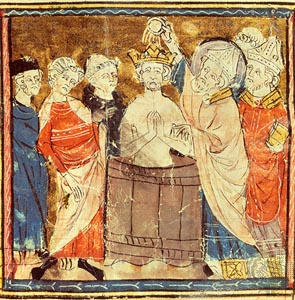
Le baptême dans les Grandes Chroniques de France.

Le 16 septembre, dans la courte série De la Gaule à la France avec deux timbres émis en 1996 et 1997, est émis un timbre de 3 FRF pour les 1500 ans du baptême de Clovis, roi des Francs. L'illustration reproduit l'œuvre présente dans les Grandes Chroniques de France, composées aux XIIIe et XIVe siècles à la suite d'une commande du roi de France Louis IX.
Le dessin est interprété en gravure par Claude Jumelet et mis en page par Michel Durand-Mégret sur un timbre imprimé en taille-douce en feuille de quarante exemplaires.
Il s'est vendu environ 15,3 millions de timbres avant le retrait du 11 avril 1997.

### Arman
Le 23 septembre, est émis un timbre artistique de 6,70 FRF reproduisant une œuvre originale d'Arman : des silhouettes de violons sur un fond noir.
La peinture est mise en page par Michel Durand-Mégret sur un timbre imprimé en héliogravure en feuille de trente unités.
Environ 5,9 millions de timbres sont vendus avant le retrait du 11 avril 1997.

## Octobre

### Personnages célèbres: héros français du roman policier
Le 7 octobre, dans la série annuelle Personnages célèbres, sont émis six timbres de 3 FRF en vente indivisible et un carnet les reprenant sur des héros de romans policiers. Chaque timbre affiche une surtaxe de 0,60 FRF au profit de la Croix-Rouge française. Les personnages représentés sur un fond de couleur uni sont : le détective privé Nestor Burma créé par Léo Malet, Fantômas de Pierre Souvestre et Marcel Allain, le cambrioleur Arsène Lupin de Maurice Leblanc, le commissaire Maigret de Georges Simenon, le repenti Rocambole de Ponson du Terrail, et le détective-reporter Rouletabille de Gaston Leroux. Les trois personnages en costume noir (Arsène Lupin, Fantômas et Rocambole) sont placés en haut à gauche du carnet.
Il s'agit du premier carnet Personnages célèbres présenté sous la forme de deux colonnes de trois timbres avec deux vignettes illustrées sur la première rangée.
Les illustrations sont signées Marc Taraskoff. Les timbres sont imprimés en héliogravure en feuille de cinquante exemplaires et en un carnet reprenant les six types.
Retirée le 11 juillet 1997, il s'est vendu environ 1,36 million de séries de six timbres extraits de feuilles et environ 1,125 million de carnets. En tout, ont été écoulés environ 14,91 millions de timbres individuels, soit un don à la Croix-Rouge d'environ 8,9 millions de francs.

### Lycée Henri-IV 1796-1996
Le 14 octobre, est émis un timbre de 4,50 FRF pour les 200 ans du lycée Henri-IV de Paris. L'illustration est une vue de la tour Clovis et de l'ancien cloître de l'abbaye, tous deux en bleu ; un morceau d'arcade au premier plan imprimé en marron clair donne une impression de profondeur.
Le timbre est dessiné et gravé par Claude Andréotto et est imprimé en taille-douce en feuille de cinquante.
Environ 6 millions de timbres sont vendus jusqu'au 11 juillet 1997.

### Conseil économique et social 1946-1996
Le 28 octobre, est émis un timbre de 3 FRF pour le cinquantenaire du Conseil économique et social, assemblée des acteurs de l'économie française consultée par le gouvernement. Le timbre présente en blanc l'extérieur de son siège, avenue d'Iéna à Paris, en bas de l'illustration, et son hémicycle en rouge au-dessus.
Le timbre est dessiné par Michel Durand-Mégret et gravé par Pierre Forget pour être imprimé en taille-douce en feuille de cinquante unités.
Retiré de la vente le 11 juillet 1997, environ 8,5 millions d'exemplaires sont vendus.

### Unicef 1946-1996
Le 28 octobre, est émis un timbre de 4,50 FRF pour le cinquantenaire du Fonds des Nations unies pour l'enfance (Unicef). Au centre d'un enchevêtrement de lignes multicolores sur fond jaune, est posé un dessin de trois enfants souriant d'origines différentes se tenant dans les bras.
Le timbre est dessiné par Marc Taraskoff et est imprimé en héliogravure en feuille de cinquante.
Environ 6,7 millions de timbres sont vendus avant le retrait du 11 juillet 1997.

## Novembre

### Unesco 1946-1996
Le 4 novembre, est émis un timbre de 3,80 FRF pour le cinquantième anniversaire de l'Organisation des Nations unies pour l'éducation, la science et la culture (Unesco), dont une partie des bâtiments du siège construit à Paris est présentée en illustration, avec sur la gauche, le mobile d'Alexander Calder.
Le timbre est dessiné par Jean-Paul Cousin et est imprimé en offset en feuille de cinquante.
Environ 4,6 millions de timbres sont vendus avant le retrait du 11 juillet 1997.

### Salon philatélique d'automne 1946-1996
Le 12 novembre, est émis un timbre commémoratif de 3 francs pour le cinquantenaire du Salon philatélique d'automne de Paris, organisé par la Chambre française des négociants et experts en philatélie (CNEP). Le timbre porte une tour Eiffel multicolore observée à la loupe. Le logotype du CNEP est reproduit en haut à gauche.
Le timbre est dessiné par Christian Broutin et est imprimé en héliogravure en feuille de cinquante exemplaires.
Environ 10,3 millions de timbres sont vendus jusqu'au 11 juillet 1997.
Les catalogues Cérès et Yvert et Tellier ont donné exprès le numéro 3000 à ce timbre.

### Création des départements d'outre-mer 1946-1996
Le 18 novembre, est émis un timbre de 3 FRF pour le cinquantenaire de la création du statut de départements d'outre-mer dont le nom est rappelé sur le personnage noir et violet entouré de lignes blanches avec un paysage tropical à l'arrière-plan : Guadeloupe, Guyane, Martinique et La Réunion.
Le dessin d'Henry Guédon est mis en page par Claude Andréotto pour être imprimé en héliogravure.

### Croix-Rouge
Le 18 novembre, est émis le timbre de bienfaisance annuel dont la surtaxe de 0,60 FRF est reversé à la Croix-Rouge française. D'une valeur de 3 FRF, il représente un bonhomme de neige et un ours polaire installé dans la nacelle d'un ballon ressemblant à une boule de Noël. Sur la couverture du carnet, un bonhomme de neige salue le lecteur de la main sur fond de paysage de forêt enneigée.
Le timbre est dessiné par Pierre-Marie Valat et est mis en page par Michel Durand-Mégret. Il est imprimé en héliogravure en feuille de trente exemplaires dentelés 13½ × 13 et en carnet de dix dentelés 12½ × 13.

### École française d'Athènes 1846-1996
Le 25 novembre, est émis un timbre de 3 FRF pour le 150e anniversaire de l'École française d'Athènes, établissement universitaire français d'archéologie installé dans la capitale de la Grèce. La reconstitution numérique du temple de la Tholos du sanctuaire panhellénique de Delphes illustre le timbre.
L'image, créée grâce à un mécénat d'Électricité de France, est mise en page par Louis Briat sur un timbre imprimé en héliogravure en feuille de cinquante exemplaires.
Il est retiré de la vente le 5 septembre 1997.

### André Malraux 1901-1976
Le 25 novembre, est émis un timbre de 3 FRF pour les vingt ans de la mort de l'écrivain et homme politique André Malraux. Le portrait sur fond blanc voisine avec la signature de l'auteur. Par rapport au portrait photographique original, la cigarette n'est pas reprise sur le dessin du timbre.
Le dessin de Marc Taraskoff s'inspire d'une photographie de 1935 par Gisèle Freund. Mis en page par Claude Andréotto, il est gravé par Jacky Larrivière pour une impression en taille-douce en feuille de cinquante timbres.
Le timbre est retiré le 10 octobre 1997.

## Décembre

### 50eFestival international du film de Cannes
Le 2 décembre, est émis un timbre de 3 FRF pour la cinquantième édition du Festival international du film de Cannes. Sur un fond bleu, un clap de cinéma annonçant ce festival est à gauche d'une caméra de cinéma couronnée d'une Palme d'or, la récompense décernée par le jury au meilleur film en compétition/
Le timbre est dessiné par Claude Andréotto et imprimé en héliogravure en feuille de cinquante.
Le retrait de la vente a lieu le 10 octobre 1997.

### Bibliothèque nationale de France
Le 16 décembre, est émis un timbre de 3 FRF pour marquer l'inauguration du nouveau site Tolbiac de la Bibliothèque nationale de France, baptisé depuis site François-Mitterrand. L'illustration est une vue aérienne de Paris, bicolore jaune et bleu foncé, dans laquelle est mise en valeur les volumes constituant le bâtiment de la BNF. le reste des mentions est en rouge.
L'illustration est dessiné par Dominique Perrault, l'architecte du site. Le timbre est imprimé en héliogravure en feuille de cinquante exemplaires.
Il est retiré de la vente le 10 octobre 1997.

## Timbres préoblitérés
Le 17 avril, pour correspondre aux tarifs des envois en nombre du 16 avril 1996, sont émis quatre timbres préoblitérés de la série Feuilles d'arbres, remplaçant les quatre premiers émis le 1er septembre 1994. Sont représentées les feuilles de frêne (1,87 FRF), de hêtre (2,18 FRF), de noyer (4,66 FRF) et d'orme (7,11 FRF).
Les timbres sont dessinés par Charles Bridoux et sont imprimés en offset en feuille de cent exemplaires.
Ils sont retirés le 8 septembre 1998 pour être remplacés par une série Fleurs sauvages aux mêmes valeurs faciales.

### Sources
- Catalogue de cotations de timbres de France, éd. Dallay, 2005-2006.